# هانسيكا موتواني
هانسيكا موتواني (بالإنجليزية: Hansika Motwani)‏ مواليد 9 أغسطس 1991 في مومباي، ماهاراشترا، الهند، هي ممثلة هندية.

## المسيرة الفنية
قبل حياتها السينمائية: بدأت حياتها التلفزيونية قي مسلسل يدعى شكلاكلا بوم بوم ويحكي (قصة صبي اسمه سانجو وقلمه السحري). في نفس الوقت، كانت تقوم بدور طفلة في المسلسل الهندي، ديس مين نيكال هوجا شاند، وحصلت على جائزة الطفل المفضل بستار باريفار. وظهرت أيضا بانها واحدة من الأطفال في كوي ميل غايا.
وظهرت هانسيكا لأول مرة في فيلم بوري جانداهاس 'ق التيلوجو، ديسمودورو، وشاركها البطولة أللو أرجون. بوري Jagannadhوالفيلم هو عن مراسل حوادث والذي يقع في حب مع سانناياسى، التي تقوم بدورها هانسيكا.[2] كانت لديها أيضا فيلم هندي وهو بعنوان: واحد فقط من حيث انها ستكون قي دور قاتلة عازمة على الانتقام لعائلتها.[3].
وظهرت هانسيكا لأول مرة كممثلة رائدة في بوليوود مع هيميش راشامايا في أب كا سرور—قصة حب حقيقية. ولعبت دور عشيقة هيميش راشامايا ريا. الفيلم تم عرضه في 29 حزيران 2007، وأصبحت معروفة لأغلبية الجماهير في جميع أنحاء الهند. هذا قد مهد لها الطريق لكي تسمى بالوافدة الجديدة الواعداة.
وظهرت كبطلة لأول مرة في فيلم الكانادا بانداس مع بونيت راجكومار.الفيلم تم عرضه في 15 فبراير 2008.
انها تقرن جونيور NTR في فيلم كانتري الذي صدر في مايو 2008. وحقق الفيلم نجاحا كبيرا على المعتدلين.

## وصلات خارجية
- هانسيكا موتواني على موقع IMDb (الإنجليزية)
- هانسيكا موتواني على موقع ميوزك برينز (الإنجليزية)
- هانسيكا موتواني على موقع قاعدة بيانات الفيلم (الإنجليزية)